# Nam Bình, Đắk Song
Nam Bình là một xã thuộc huyện Đắk Song, tỉnh Đắk Nông, Việt Nam.

## Địa lý
Xã Nam Bình nằm ở phía bắc huyện Đắk Song, có vị trí địa lý:
- Phía đông giáp xã Đắk Hòa
- Phía tây giáp các xã Thuận Hà và Thuận Hạnh
- Phía nam giáp thị trấn Đức An và các xã Đắk N'Drung, Nâm N'Jang
- Phía bắc giáp các xã Thuận Hạnh và Đắk Hòa.

Xã có diện tích 80,58 km², dân số năm 2007 là 5.454 người, mật độ dân số đạt 68 người/km².

## Hành chính
Xã Nam Bình được chia thành 6 thôn: 6, 7, 8, 9, 10, 11, Bình An.

## Lịch sử
Địa bàn xã Nam Bình hiện nay trước đây là một phần xã Đắk Song thuộc huyện Đắk Mil.
Xã Đắk Song được thành lập vào ngày 24 tháng 3 năm 1998 trên cơ sở 11.745 ha diện tích tự nhiên và 2.936 người của xã Thuận Hạnh.
Ngày 21 tháng 6 năm 2001, Chính phủ ban hành Nghị định 30/2001/NĐ-CP. Theo đó, chuyển xã Đắk Song về huyện Đắk Song mới thành lập.
Ngày 18 tháng 10 năm 2007, Chính phủ ban hành Nghị định 155/2007/NĐ-CP. Theo đó:
- Thành lập thị trấn Đức An trên cơ sở điều chỉnh 768 ha diện tích tự nhiên và 3.180 người của xã Đắk Song, 525 ha diện tích tự nhiên và 1.143 người của xã Nâm N'Jang
- Thành lập xã Thuận Hà trên cơ sở điều chỉnh 2.448 ha diện tích tự nhiên và 2.743 người của xã Đắk Song, 390 ha diện tích tự nhiên và 188 người của xã Đắk N'Drung, 2.805 ha diện tích tự nhiên và 722 người của xã Thuận Hạnh.

Sau khi điều chỉnh địa giới hành chính, xã Đắk Song còn lại 8.058 ha diện tích tự nhiên, 5.454 người và được đổi tên thành xã Nam Bình.
Ngày 30 tháng 9 năm 2019, Hội đồng Nhân dân tỉnh Đắk Nông ban hành Nghị quyết 24/NQ-HĐND về việc sáp nhập ba thôn 1, 2, 3 thành thôn Bình An.